# Carlos Chavarría
Carlos Chavarría (Estelí, 2 maggio 1994) è un calciatore nicaraguense, attaccante del Real Estelí e della nazionale nicaraguense.

## Carriera

### Club
Ha giocato nel campionato nicaraguense fino al 2016, anno in cui è approdato in quello spagnolo.

### Nazionale
Ha debuttato in nazionale nel 2013 ed è stato convocato per la Gold Cup del 2017.